# Brezovšek
Brezovšek je priimek v Sloveniji, ki ga je po podatkih Statističnega urada Republike Slovenije na dan 1. januarja 2010 uporabljalo 144 oseb in je med vsemi priimki po pogostosti uporabe uvrščen na 3.107. mesto.

## Znani nosilci priimka
- Ivan Brezovšek (1888—1942), dirigent, zborovodja, glasbeni pedagog
- Marjan Brezovšek (*1948), politolog, univ. profesor
- Uroš Brezovšek, Zveza prijateljev mladine Slovenije (podpreds.)